# 검찰사
검찰사(檢察使)는 조선시대에 국가에 중대 사변이 발생하거나, 군사상의 중대한 일을 검찰(檢察)하기 위하여 임명한 임시 관직이다. 순찰사와는 별도로 운용되었으며, 2품 이상의 관료를 검찰사와 검찰부사를 임명하여 해당 지역에 내려보냈다.
1592년(선조 25) 4월 임진왜란 당시에는 지방의 검찰사 외에도 전란 초기의 혼란으로 한성부 일대의 군무(軍務)를 총괄하여 검찰하던 경성도검찰사(京城都檢察使)와 부사 또는 도성검찰사(都城檢察使)가 임명되었고 보통 병조관련 대신이나 재상이 겸임하였다. 선조가 어가를 파천, 평양을 거쳐서 의주로 도착할 때에도 별도의 검찰사가 임명되었고, 그밖에 명나라에서 조선에 보내주는 군량미와 군수품을 담당하는 운향검찰사(運餉檢察使)도 운용되었다.

## 같이 보기
- 암행어사
- 토포사
- 방어사
- 순찰사

## 참고 자료
- 선조실록